# Freudenthalweg
Koordinaten: 52° 55′ 14,5″ N, 9° 14′ 13,2″ O
Der Freudenthalweg ist ein 151 km langer Fernwanderweg. Er führt in Nord-Süd-Richtung durch die Lüneburger Heide von Hamburg-Marmstorf nach Verden (Aller). Er wurde benannt nach den Heimatschriftstellern, Dichtern und Brüdern Friedrich und August Freudenthal. Dieser Wanderweg wird vom Wanderverband Norddeutschland betreut.

## Wegverlauf
Der Wanderweg beginnt in dem zum Bezirk Harburg gehörenden Stadtteil Marmstorf. Startpunkt ist dort die Bushaltestelle Appelbütteler Weg, die mit dem Bus direkt vom Bahnhof Hamburg-Harburg erreichbar ist. Mit dem Auto erreicht man die Bushaltestelle über die Autobahnausfahrt Marmstorf an der Autobahn 7. Der Freudenthalweg geht direkt über die Brücke über die Autobahn 7 und kurze Zeit später kreuzt der Wanderweg auch die Autobahn 261 und dann die Autobahn 1. Südlich von Klecken erreicht man das Jungsteinzeitliche Salongrab. Am Bahnhof von Holm-Seppensen vorbei führt der Freudenthalweg in das Büsenbachtal, wo der Wanderweg am Pferdekopf den Europäischen Fernwanderweg E1 sowie den Heidschnuckenweg und den Heidepuzzle Wanderweg kreuzt. Südlich vom Bahnhof Handeloh beginnt das Naturschutzgebiet der Lüneburger Heide. Durch große Heideflächen, deren Hauptblüte im August ist, führt der Wanderweg zum Wilseder Berg, Wilsede mit dem Heidemuseum Dat ole Huus und dem Totengrund. In Wilsede besteht Anschluss an die Wanderwege E1, Heidschnuckenweg, Jakobsweg nach Lüneburg, Jakobsweg Lüneburger Heide, Pastor Bode Wanderweg und Lila Krönung Wanderweg. Weiter durch Niederhaverbeck führt der Wanderweg nach Schneverdingen wo Anschluss zum nächsten Bahnhof besteht. Über Feld- und Wiesenwege geht es parallel zum Fluss Böhme durch das Naturschutzgebiet Böhmetal bei Huckenrieth weiter nach Soltau dessen Bürgermeister Friedrich Freudenthal 1884–87 war vorbei an der Soltau-Therme. Des Weiteren kreuzt der Freudenthalweg hier erneut den Wanderweg E1, den Heidschnuckenweg, den Jakobsweg Lüneburger Heide sowie den Hermann-Billung-Wanderweg. Ein paar Meter abseits vom Weg befindet sich der Bahnhof Soltau, das Heimatkundemuseum Soltau und das Spielzeugmuseum Soltau. Der Freudenthalweg führt weiter entlang der Böhme durch die Heidmark über Dorfmark nach Bad Fallingbostel. Südlich von Dorfmark passiert der Wanderweg die archäologischen Grabhügel bei Vierde, und in der Lieth bei Bad Fallingbostel befindet sich auf einem Plateau oberhalb der Wolfsschlucht das Freudenthal-Denkmal. Weiter geht es westlich von Bad Fallingbostel. Immer noch parallel zur Böhme führt der Wanderweg durch den Tietlinger Wacholderhain zum Naturschutzgebiet Lönsgrab. In Walsrode führt der Wanderweg direkt am Bahnhof sowie am Freilichtmuseum Heidemuseum Rischmanns Hof und am Kloster Walsrode vorbei. Am Klostersee verlässt der Wanderweg den Fluss Böhme und wendet sich Richtung Westen nach Sieverdingen durch das Naturschutzgebiet Grundloses Moor. Auf der Brücke über die Lehrde kreuzt der Weg nochmals den Hermann-Billung Wanderweg, und südlich von Kirchlinteln verläuft der Freudenthalweg durch das Naturschutzgebiet Hügelgräber-Heide bei Kirchlinteln. Der Wanderweg kreuzt die Autobahn 27, führt direkt am Magic Park Verden vorbei und endet am Bahnhof Verden.

## Zustand des Wanderweges
Die Wegekennzeichnung ist Stand Februar 2023 in beiden Richtungen durchgehend gut. Auch ohne Karte ist dem Weg fast immer zu folgen.
Der 151 km lange Weg besteht laut OpenStreetMap aus:
- 39 km (26 %) schmalen Trampelpfaden
- 60 km (40 %) Wald- und Wiesenwegen
- 43 km (28 %) asphaltierten Wegen / Dorfstraßen
- 9 km (6 %) Landstraßen mit Fußweg.

## Geschichte des Fernwanderwegs
Der Freudenthalweg wurde bereits 1929 erdacht, als auf dem 38. Deutschen Wandertag in Königstein (Sachsen) "Reichswanderwege" beschlossen wurden, welche auch durch die Lüneburger Heide führen sollten. Obwohl bereits in früheren Wanderführern erwähnt und kursorisch beschrieben, wurde der umfassend markierte Freudenthalweg erst am 22. Oktober 1989 zur öffentlichen Nutzung freigegeben. Bereits 1988 stellte Victor Huvale aus Buchholz, der an der Markierung des Freudenthalwegs beteiligt war, eine umfassende, nie offiziell veröffentlichte Routenbeschreibung in Buchform für Wanderer zusammen. Auf diese bezog sich Journalist Lutz Granert, der im Mai 2023 die erste Monografie zum Freudenthalweg vorlegte (Länge hier: 153,6 km) und viele (historische) Varianten ausweist.

## Bilder vom Wanderweg

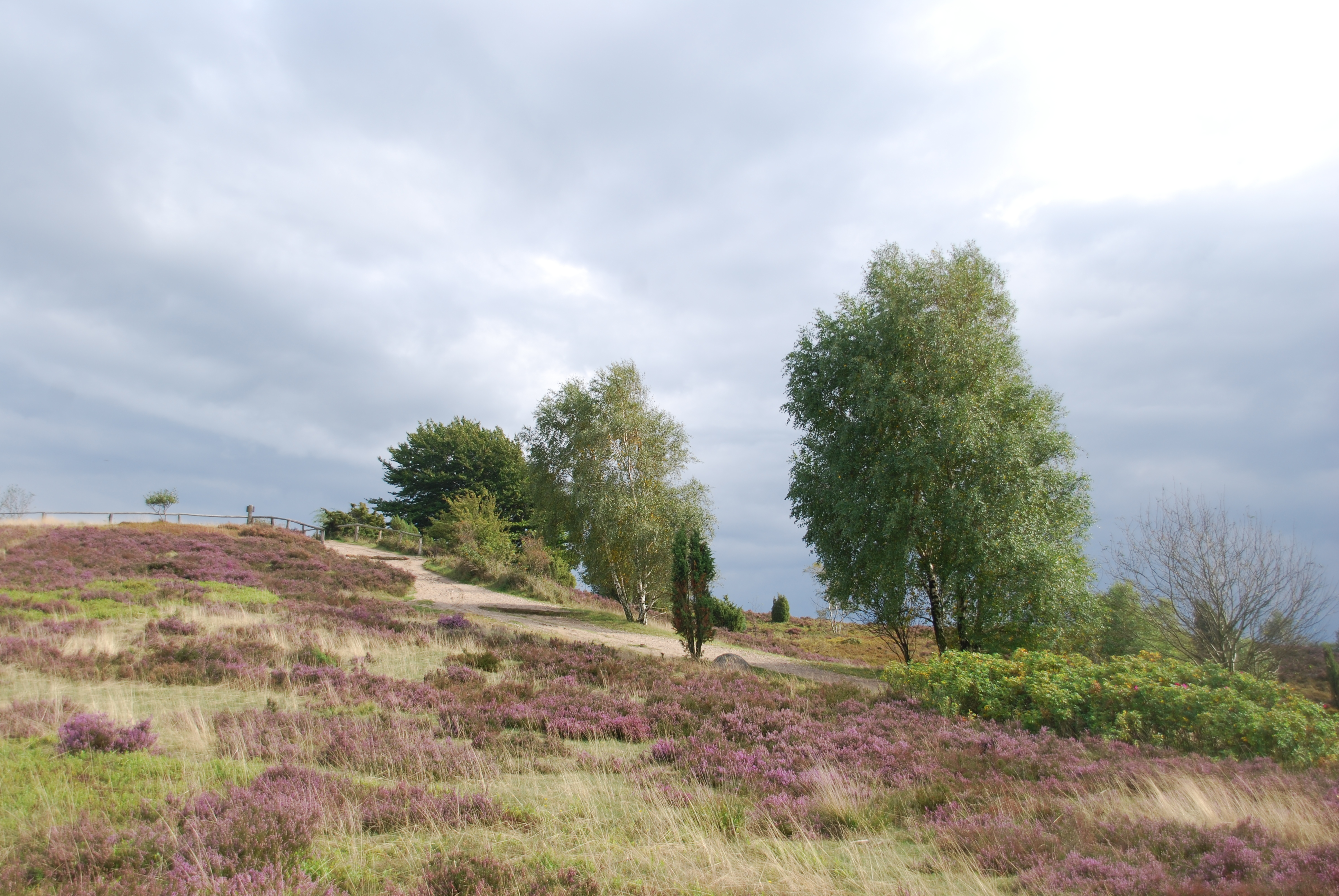
Wilseder Berg
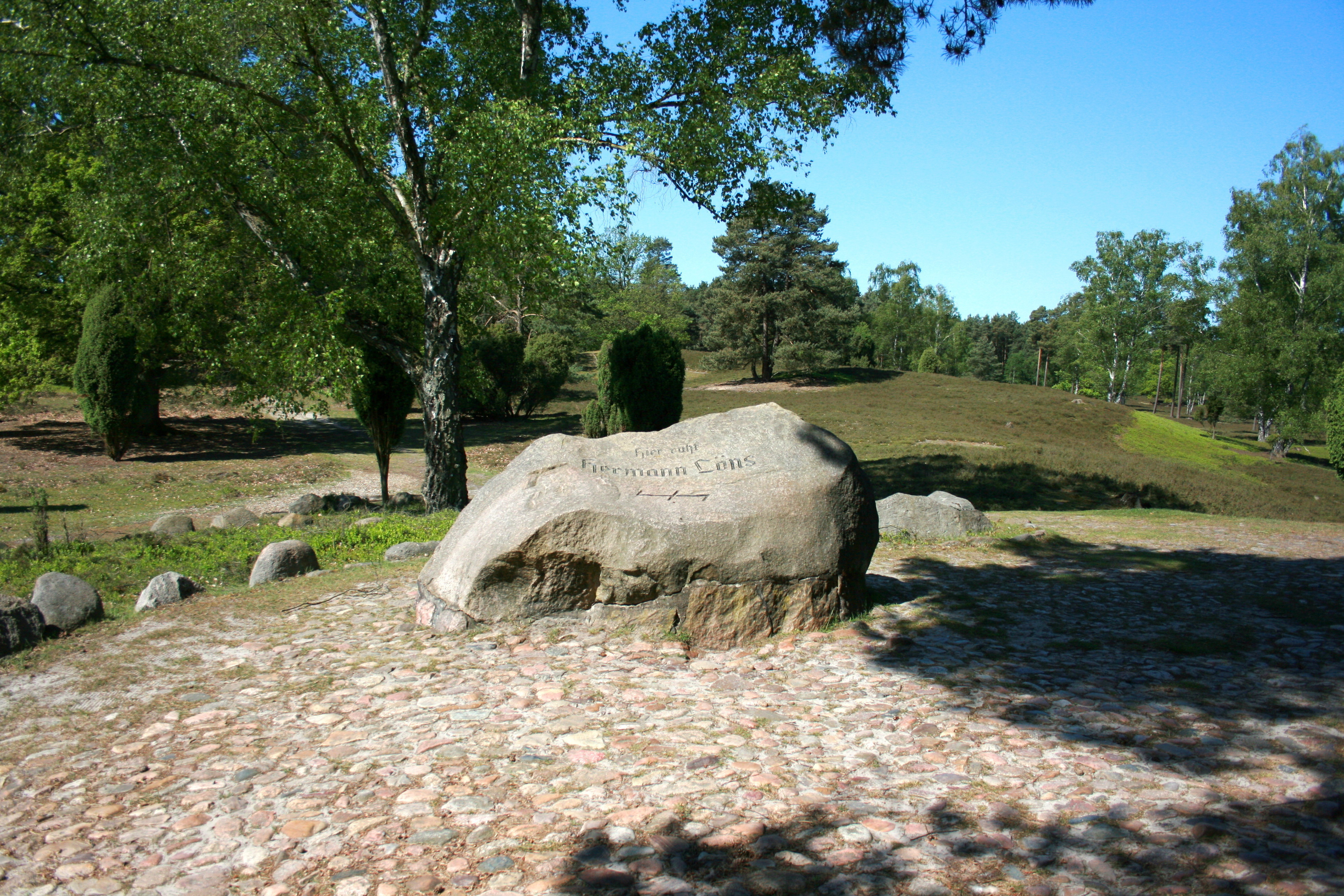
Lönsgrab im Tietlinger Wacholderhain
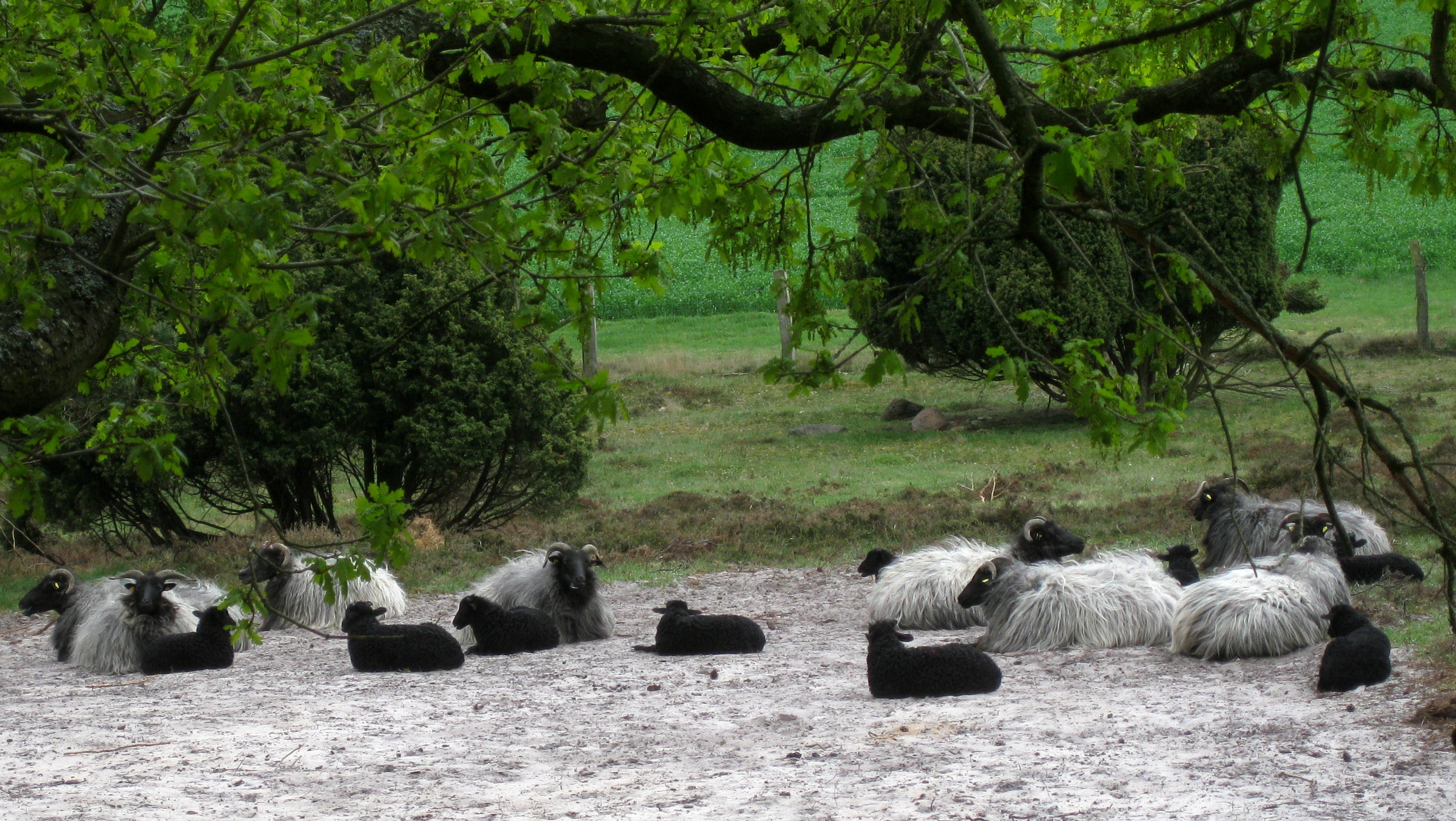
Schnuckenherde am Fuße des Lönsdenkmals im Tietlinger Wacholderhain
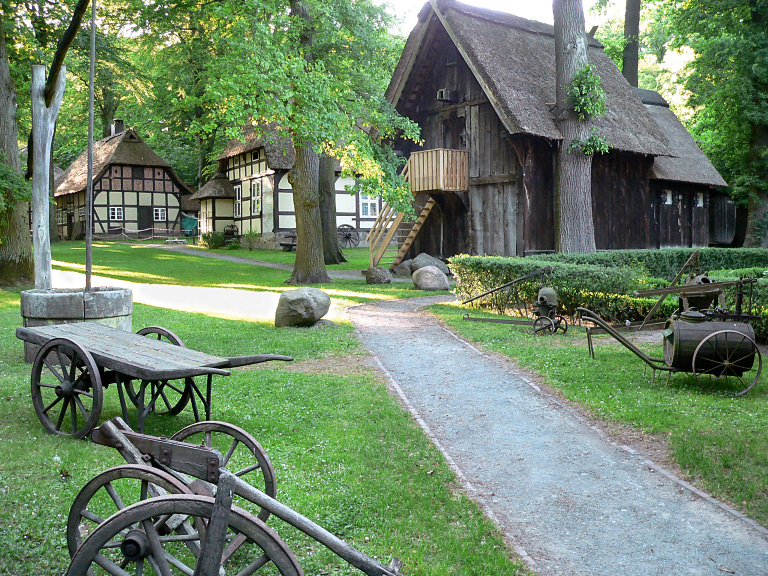
Freilichtmuseum Heidemuseum Rischmannshof